# 天神町 (新宿區)
天神町（日语：／ Tenjinchō */?）是東京都新宿區的町名。未實施住居表示。人口1,076人（2013年8月1日）。郵遞區號為162-0808。

## 地理
位於新宿區東北部。北鄰山吹町，東北接中里町，東部與南部通矢來町，東通赤城下町，西南臨東榎町，西接榎町。東西向早稻田通通過町內。此外早稻田通上的牛込天神町交差點為起點的江戶川橋通從此往北方延伸。町域內是住宅、大樓、辦公區的混合區，多印刷、裝訂相關企業。

## 歷史
- 1745年（延享2年）：成立牛込天神町。
- 1872年（明治5年）：與西丸御先手組大繩地、牛込中里村町一部分、開墾地等合併。
- 1878年（明治11年）：劃入牛込。
- 1911年（明治44年）：去除牛込的冠稱，為天神町、
- 1947年（昭和22年）：屬新宿區。

### 地名由來
大友義延勸請大宰府天滿宮而得名（天滿宮又稱「天神」）。

## 交通
町域內沒有鐵路車站，可利用東京地下鐵東西線神樂坂站。

## 設施
- 北野神社

## 備註
1. ↑  『角川日本地名大辞典 13　東京都』、角川書店、1991年再版、P875
2. ↑  .   [2013-08-10]. （原始内容存档于2014-08-19）.

## 外部連結
- 新宿區役所（页面存档备份，存于）